# كاليب بنتلي
كاليب بنتلي (بالإنجليزية: Caleb Bentley)‏ هو صاحب متجر ‏ وصائغ فضة أمريكي، ولد في 1762 في مقاطعة تشيستر في الولايات المتحدة، وتوفي في 1851 في Sandy Spring, Maryland ‏ في الولايات المتحدة.